# Bustince-Iriberry
Bustince-Iriberry (en basque: Buztintze-Hiriberri) est une commune française, située dans le département des Pyrénées-Atlantiques en région Nouvelle-Aquitaine.
Le gentilé est Buztintzear.

## Géographie

### Localisation
Bustince-Iriberry est une localité de la province basque de Basse-Navarre située à 10 kilomètres environ au nord-est de Saint-Jean-Pied-de-Port.
Les deux bourgs, Bustince et Iriberry, sont reliés par une voie communale. La mairie offre la particularité de se situer sur cette voie entre les deux bourgs, à égale distance de ceux-ci.
Cette voie communale fait partie du GR 65, sentier de grande randonnée qui est la Via Podiensis des pèlerins de Saint-Jacques-de-Compostelle.
La commune fait partie du pays de Cize.

### Communes limitrophes
Les communes limitrophes sont  Ainhice-Mongelos, Bussunarits-Sarrasquette, Jaxu, Lacarre et Saint-Jean-le-Vieux.
| Jaxu                | Ainhice-Mongelos  |                          |
|                     | Bustince-Iriberry | Lacarre                  |
| Saint-Jean-le-Vieux |                   | Bussunarits-Sarrasquette |

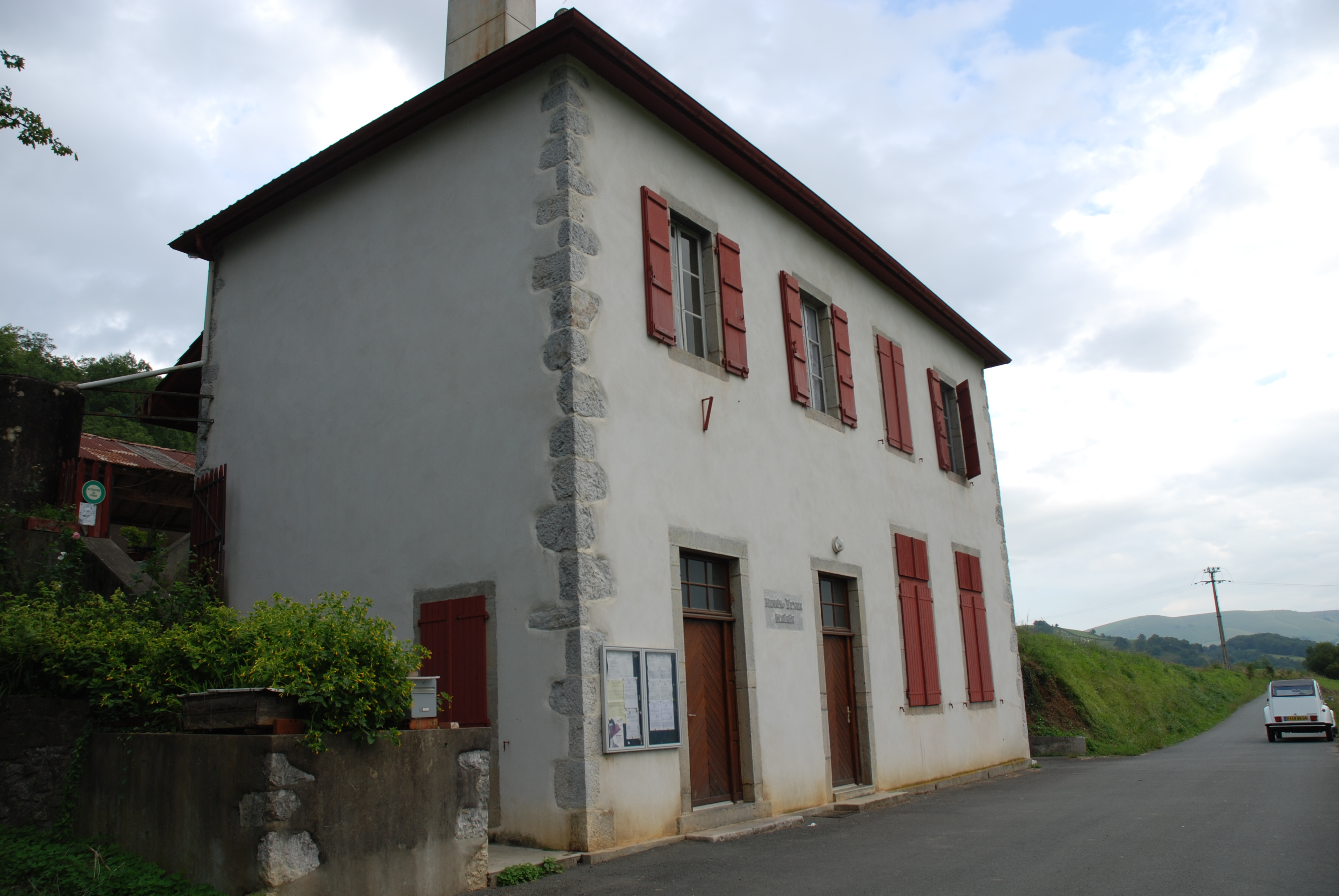
Mairie de Bustince-Iriberry.
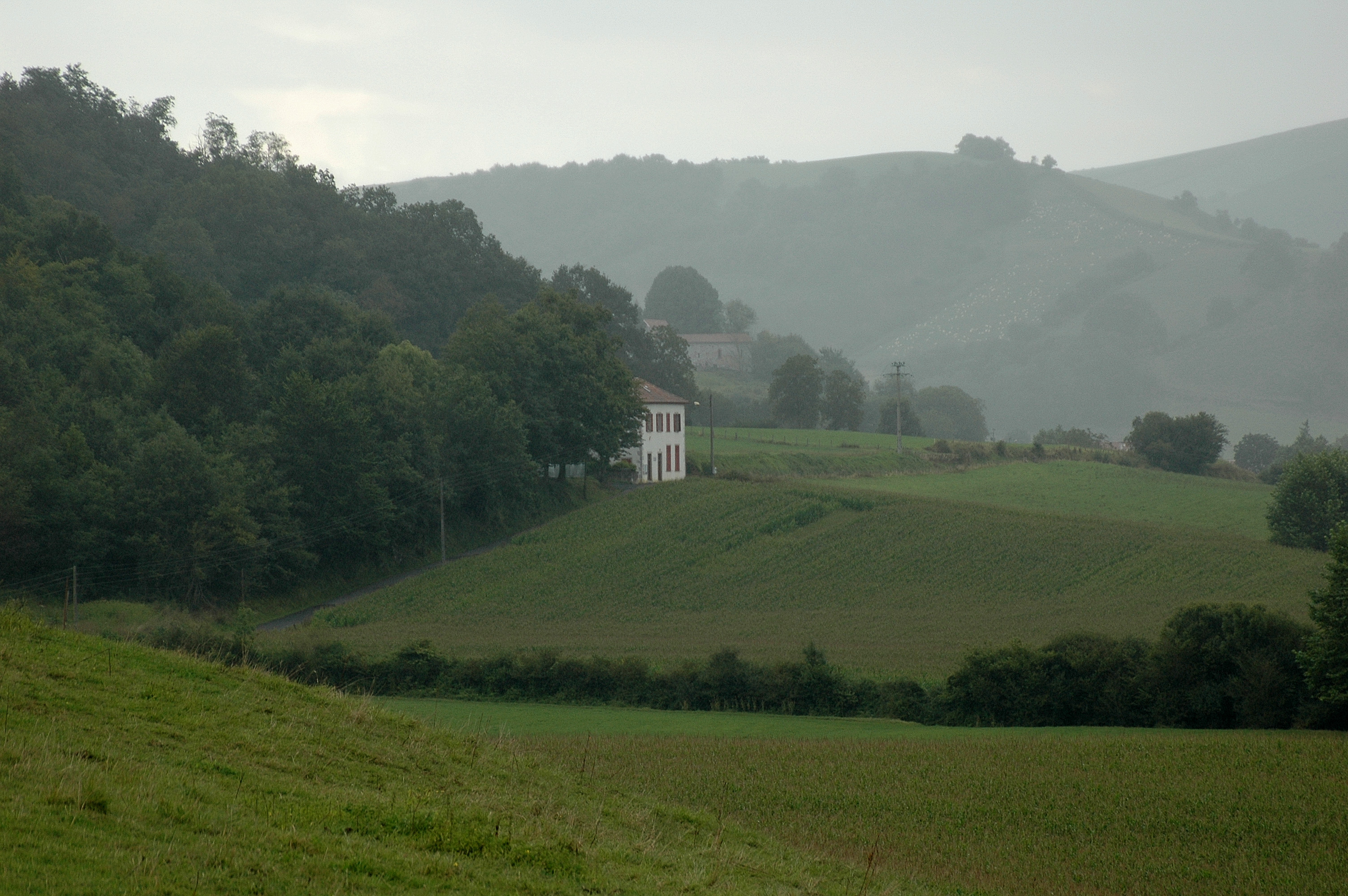
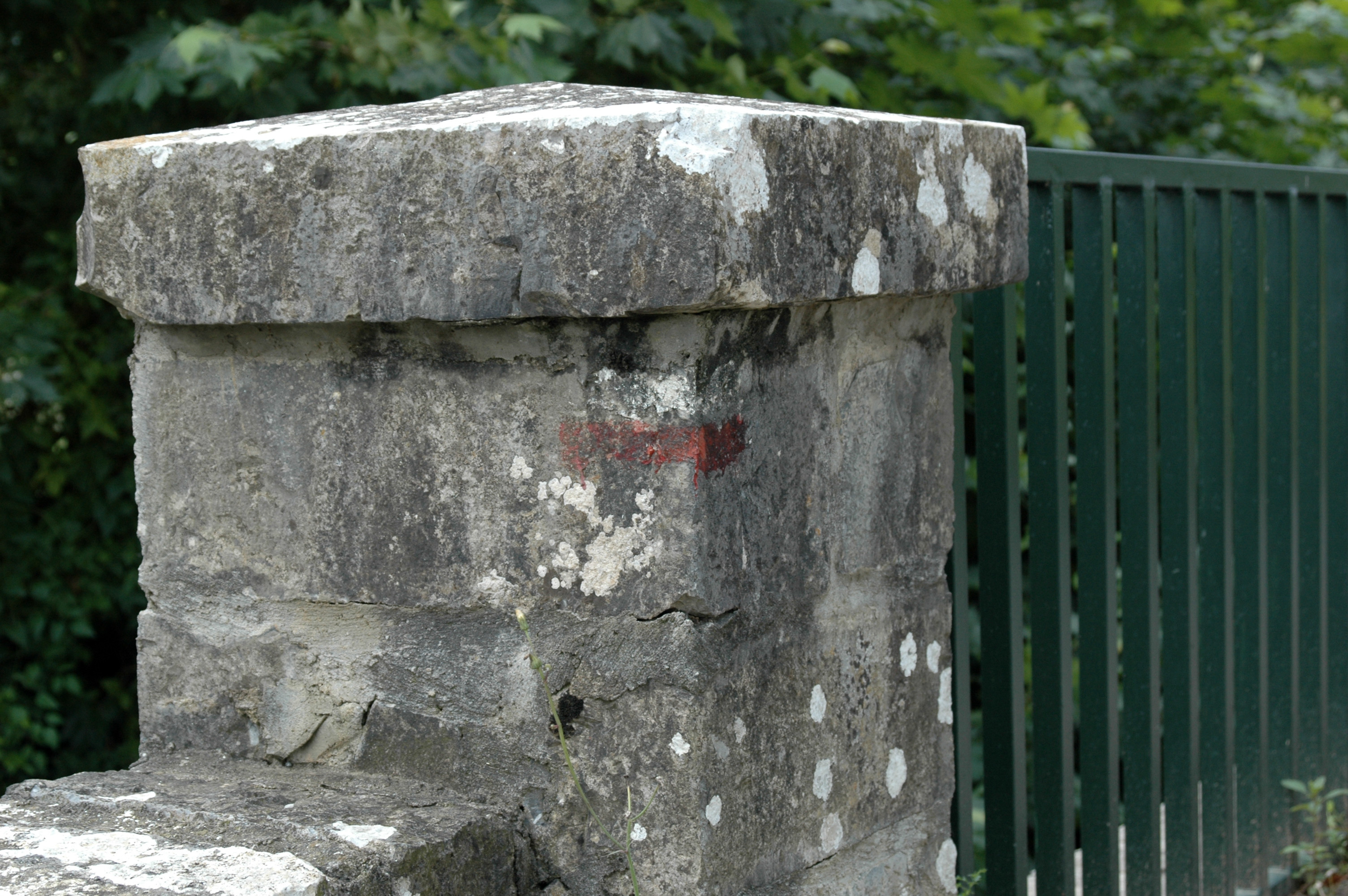
Balise du GR 65 sur le pont enjambant l'Arzubiko erreka.

### Hydrographie

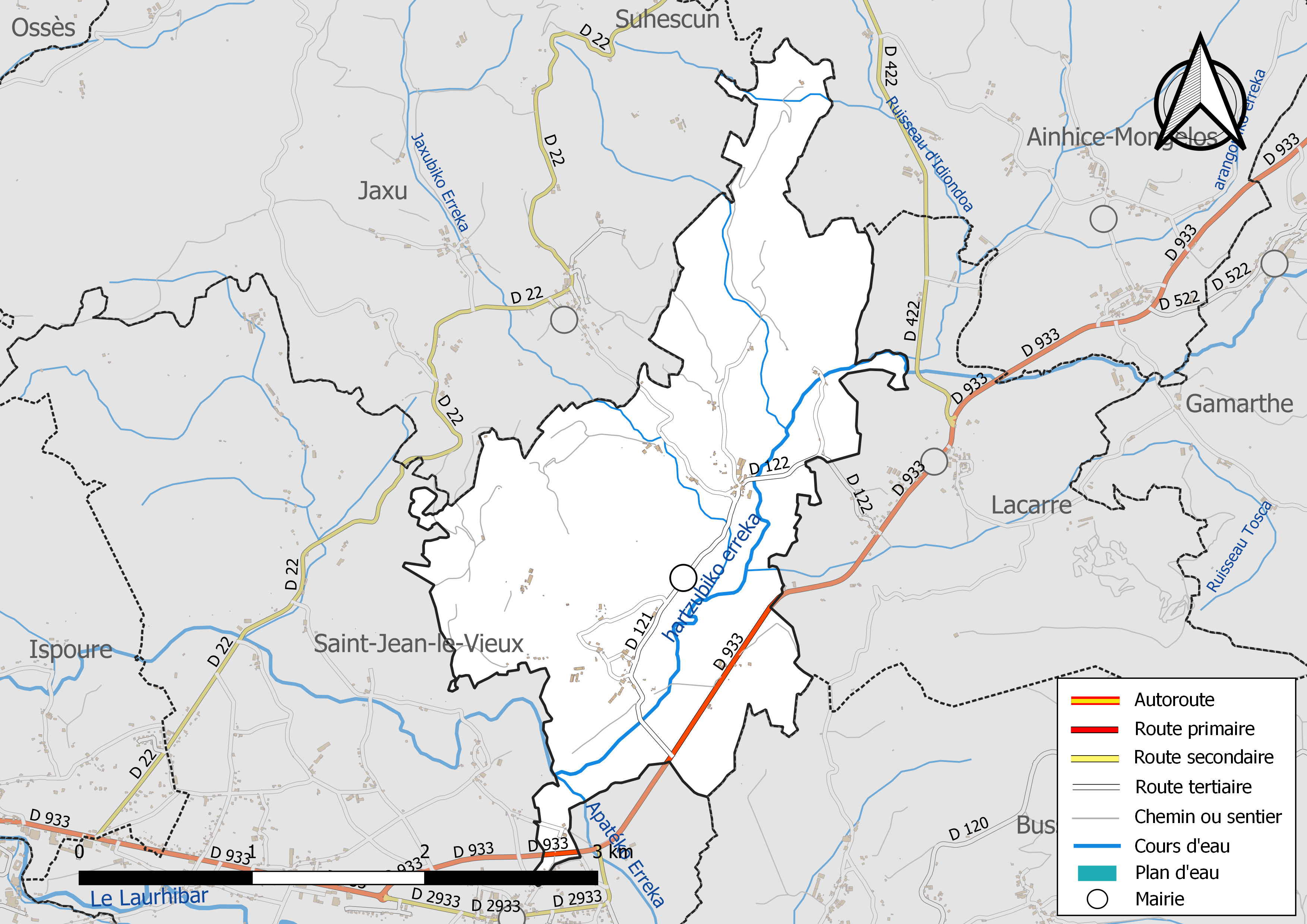
Réseaux hydrographique et routier de Bustince-Iriberry.

La commune est drainée par l'Arzubiko erreka, Apatéko erreka, arangorriko erreka, Jaxubiko erreka, le ruisseau Tosca, et par divers petits cours d'eau, constituant un réseau hydrographique de 8 km de longueur totale,.
L'Arzubiko erreka, d'une longueur totale de 13,2 km, prend sa source dans la commune de Gamarthe et s'écoule du nord-est au sud-ouest. Il traverse la commune et se jette dans le Laurhibar à Saint-Jean-Pied-de-Port, après avoir traversé 7 communes.

### Climat
Pour des articles plus généraux, voir Climat de la Nouvelle-Aquitaine et Climat des Pyrénées-Atlantiques.
Historiquement, la commune est exposée à un micro climat océanique basque.  
En 2020, Météo-France publie une typologie des climats de la France métropolitaine dans laquelle la commune est exposée à un climat de montagne et est dans la région climatique Pyrénées atlantiques, caractérisée par une pluviométrie élevée (>1 200 mm/an) en toutes saisons, des hivers très doux (7,5 °C en plaine) et des vents faibles.
Pour la période 1971-2000, la température annuelle moyenne est de 13,3 °C, avec une amplitude thermique annuelle de 12,9 °C. Le cumul annuel moyen de précipitations est de 1 517 mm, avec 12,6 jours de précipitations en janvier et 8,8 jours en juillet. Pour la période 1991-2020, la température moyenne annuelle observée sur la station météorologique installée sur la commune est de 13,9 °C et le cumul annuel moyen de précipitations est de 1 327,4 mm,. Pour l'avenir, les paramètres climatiques de la commune estimés pour 2050 selon différents scénarios d’émission de gaz à effet de serre sont consultables sur un site dédié publié par Météo-France en novembre 2022.
| Mois                                  | jan.          | fév.           | mars          | avril         | mai           | juin        | jui.          | août          | sep.          | oct.          | nov.          | déc.          | année      |
| ------------------------------------- | ------------- | -------------- | ------------- | ------------- | ------------- | ----------- | ------------- | ------------- | ------------- | ------------- | ------------- | ------------- | ---------- |
| Température minimale moyenne (°C)     | 2,8           | 2,5            | 4,6           | 7,3           | 10,1          | 13,4        | 15,3          | 14,9          | 12,4          | 10,2          | 6,2           | 3,5           | 8,6        |
| Température moyenne (°C)              | 7,3           | 7,6            | 10            | 12,7          | 15,4          | 18,9        | 20,7          | 20,6          | 18,4          | 15,6          | 10,8          | 8,2           | 13,9       |
| Température maximale moyenne (°C)     | 11,8          | 12,6           | 15,3          | 18,1          | 20,7          | 24,4        | 26,2          | 26,4          | 24,5          | 21,1          | 15,4          | 13            | 19,1       |
| Record de froid (°C) date du record   | −8,3 27.01.07 | −10,1 08.02.12 | −9,6 01.03.05 | −3,6 05.04.22 | 0 06.05.19    | 3 01.06.06  | 6,8 08.07.11  | 7,4 29.08.21  | 3,1 28.09.07  | −1,9 16.10.09 | −7,2 17.11.07 | −8 23.12.05   | −10,1 2012 |
| Record de chaleur (°C) date du record | 24 01.01.22   | 26,7 27.02.19  | 28,5 16.03.23 | 32,4 06.04.11 | 35,3 22.05.22 | 42 18.06.22 | 41,3 18.07.22 | 41,5 24.08.23 | 38,6 07.09.16 | 35,1 01.10.23 | 28,2 08.11.15 | 25,2 23.12.12 | 42 2022    |
| Ensoleillement (h)                    | 896           | 1 049          | 1 391         | 1 428         | 1 623         | 1 821       | 195           | 1 963         | 1 817         | 1 383         | 979           | 979           | 17 277     |
| Précipitations (mm)                   | 158           | 113,2          | 122,9         | 121,5         | 119,5         | 100,2       | 64,2          | 68,1          | 82,4          | 93,6          | 169,7         | 114,1         | 1 327,4    |

### Milieux naturels et biodiversité

#### Réseau Natura 2000
Le réseau Natura 2000 est un réseau écologique européen de sites naturels d'intérêt écologique élaboré à partir des Directives « Habitats » et « Oiseaux », constitué de zones spéciales de conservation (ZSC) et de zones de protection spéciale (ZPS).
Un site Natura 2000 a été défini sur la commune au titre de la « directive Habitats » : « la Nive », d'une superficie de 9 473 ha, un des rares bassins versants à accueillir l'ensemble des espèces de poissons migrateurs du territoire français, excepté l'Esturgeon européen,.

#### Zones naturelles d'intérêt écologique, faunistique et floristique
L’inventaire des zones naturelles d'intérêt écologique, faunistique et floristique (ZNIEFF) a pour objectif de réaliser une couverture des zones les plus intéressantes sur le plan écologique, essentiellement dans la perspective d’améliorer la connaissance du patrimoine naturel national et de fournir aux différents décideurs un outil d’aide à la prise en compte de l’environnement dans l’aménagement du territoire.
Une ZNIEFF de type 2 est recensée sur la commune, : 
les « landes, bois et prairies du bassin de la Bidouze » (11 263,46 ha), couvrant 25 communes du département.

## Urbanisme

### Typologie
Au 1er janvier 2024, Bustince-Iriberry est catégorisée commune rurale à habitat très dispersé, selon la nouvelle grille communale de densité à sept niveaux définie par l'Insee en 2022.
Elle est située hors unité urbaine. Par ailleurs la commune fait partie de l'aire d'attraction de Saint-Jean-Pied-de-Port, dont elle est une commune de la couronne,. Cette aire, qui regroupe 22 communes, est catégorisée dans les aires de moins de 50 000 habitants,.

### Occupation des sols

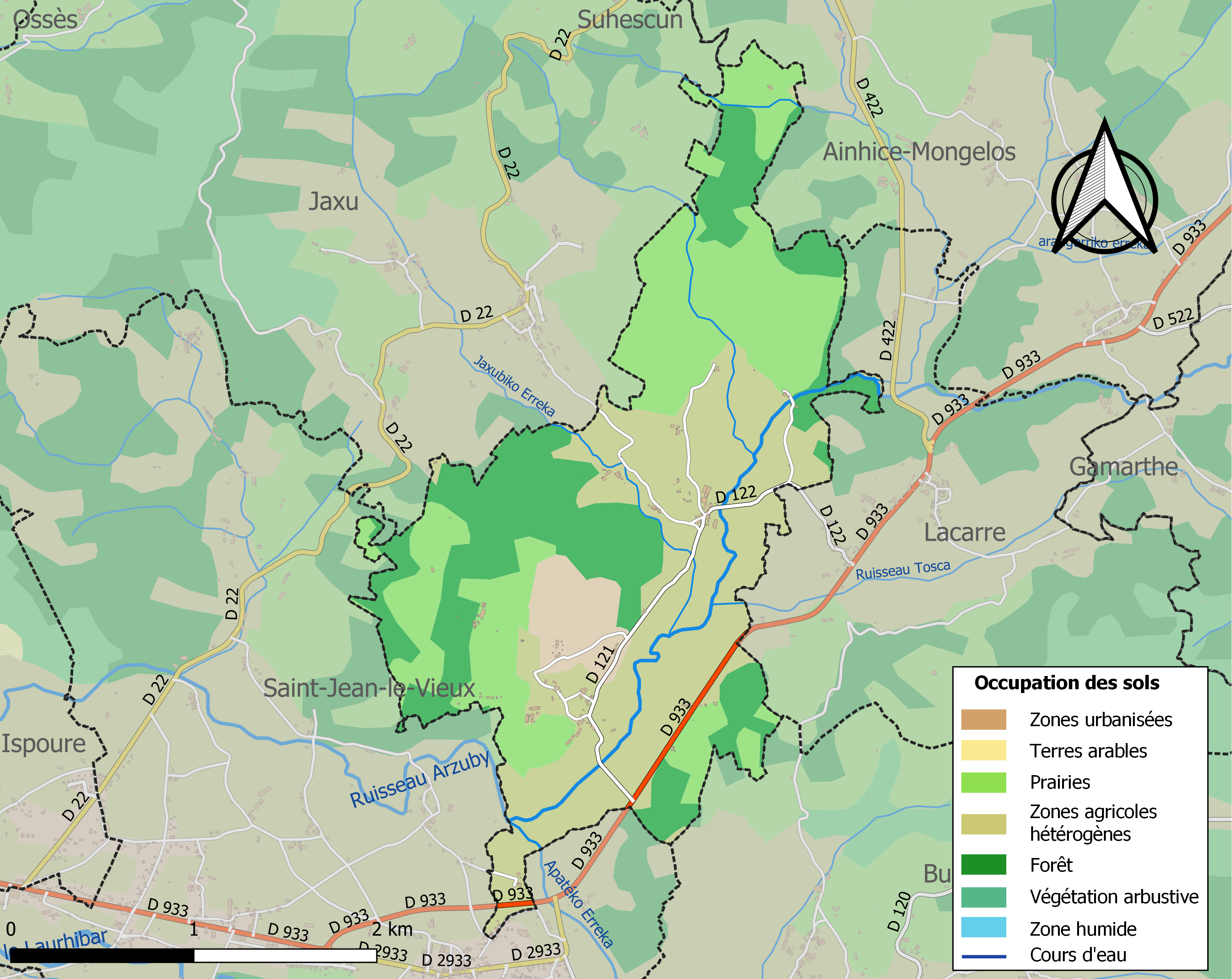
Carte des infrastructures et de l'occupation des sols de la commune en 2018 (CLC).

L'occupation des sols de la commune, telle qu'elle ressort de la base de données européenne d’occupation biophysique des sols Corine Land Cover (CLC), est marquée par l'importance des territoires agricoles (69,8 % en 2018), en diminution par rapport à 1990 (73 %). La répartition détaillée en 2018 est la suivante : 
zones agricoles hétérogènes (37,6 %), prairies (32,2 %), forêts (25,3 %), mines, décharges et chantiers (4,8 %), zones urbanisées (0,1 %). L'évolution de l’occupation des sols de la commune et de ses infrastructures peut être observée sur les différentes représentations cartographiques du territoire : la carte de Cassini (XVIIIe siècle), la carte d'état-major (1820-1866) et les cartes ou photos aériennes de l'IGN pour la période actuelle (1950 à aujourd'hui).

### Lieux-dits et hameaux
- Bustince 43° 11′ 18″ N, 1° 10′ 48″ O ;
- Iriberry 43° 10′ 42″ N, 1° 11′ 13″ O ;
- Olhasoa 43° 12′ 34″ N, 1° 10′ 38″ O ;
- Gorostialde 43° 11′ 54″ N, 1° 10′ 52″ O ;
- Gaztelu Gaïna 43° 11′ 13″ N, 1° 11′ 47″ O ;
- Aguerre, un ancien fief vassal du royaume de Navarre[21].

### Voies de communication et transports
Bustince-Iriberry est desservie par la route départementale 933 (ancienne route nationale 133), axe structurant qui traverse le département du sud au nord et se prolonge dans le département des Landes.

### Risques majeurs
Le territoire de la commune de Bustince-Iriberry est vulnérable à différents aléas naturels : météorologiques (tempête, orage, neige, grand froid, canicule ou sécheresse), inondations, feux de forêts, mouvements de terrains et séisme (sismicité moyenne). Un site publié par le BRGM permet d'évaluer simplement et rapidement les risques d'un bien localisé soit par son adresse soit par le numéro de sa parcelle.
Certaines parties du territoire communal sont susceptibles d’être affectées par le risque d’inondation par une crue torrentielle ou à montée rapide de cours d'eau, notamment l'Hartzubiko erreka. La commune a été reconnue en état de catastrophe naturelle au titre des dommages causés par les inondations et coulées de boue survenues en 1982, 1983, 2009 et 2014,.
Bustince-Iriberry est exposée au risque de feu de forêt. En 2020, le premier plan de protection des forêts contre les incendies (PDPFCI) a été adopté pour la période 2020-2030. La réglementation des usages du feu à l’air libre et les obligations légales de débroussaillement dans le département des Pyrénées-Atlantiques font l'objet d'une consultation de public ouverte du 16 septembre au 7 octobre 2022,.
Les mouvements de terrains susceptibles de se produire sur la commune sont des affaissements et effondrements liés aux cavités souterraines (hors mines). Afin de mieux appréhender le risque d’affaissement de terrain, un inventaire national permet de localiser les éventuelles cavités souterraines sur la commune.

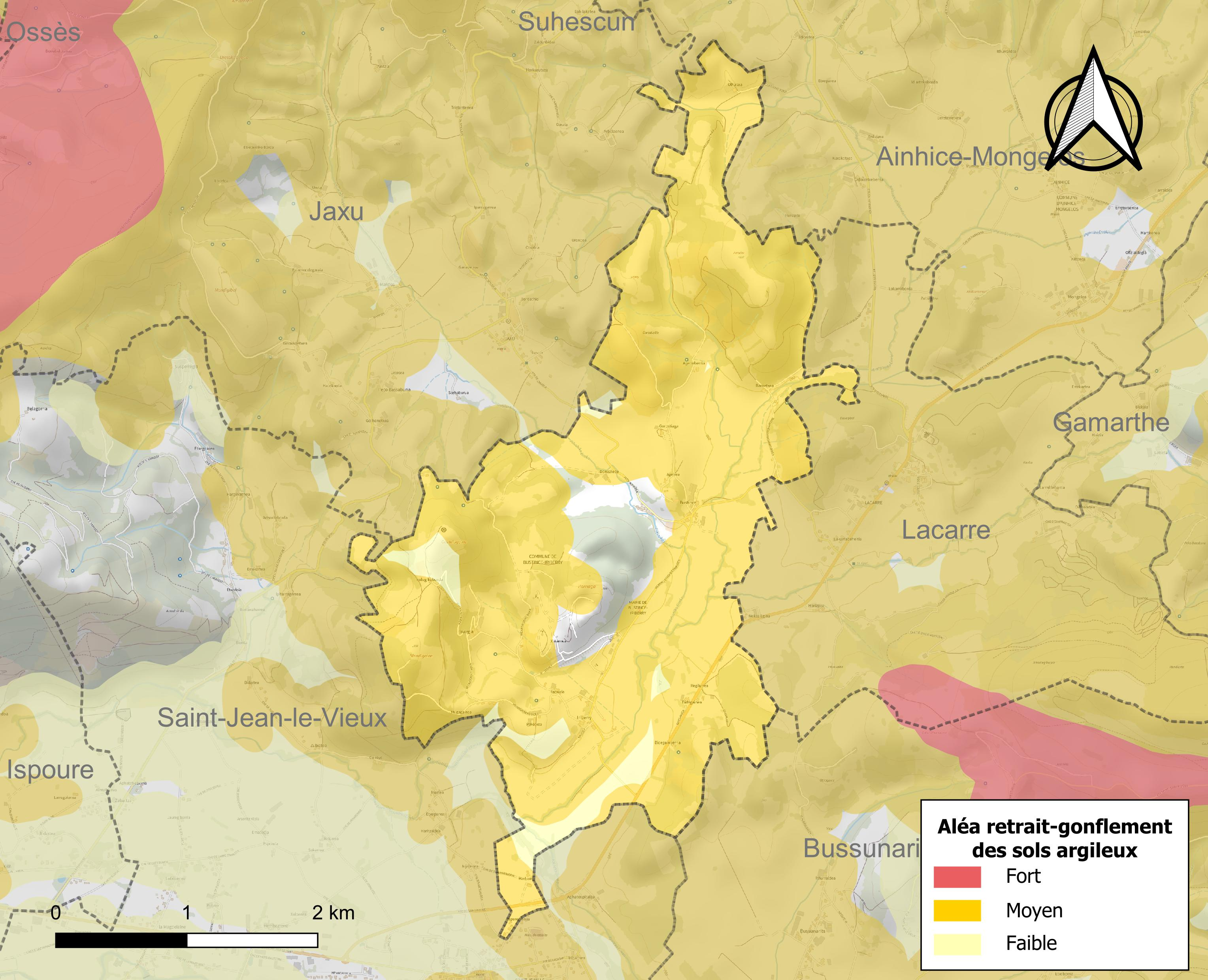
Carte des zones d'aléa retrait-gonflement des sols argileux de Bustince-Iriberry.

Le retrait-gonflement des sols argileux est susceptible d'engendrer des dommages importants aux bâtiments en cas d’alternance de périodes de sécheresse et de pluie. 88,4 % de la superficie communale est en aléa moyen ou fort (59 % au niveau départemental et 48,5 % au niveau national). Depuis le 1er octobre 2020, en application de la loi ELAN, différentes contraintes s'imposent aux vendeurs, maîtres d'ouvrages ou constructeurs de biens situés dans une zone classée en aléa moyen ou fort,.

## Toponymie

### Attestations anciennes
Le toponyme Bustince apparaît sous les formes 
Bustintz (1307'), 
Buztinçe (1350), 
Buztintz (1366), 
Buztinz (1513, titres de Pampelune), 
Buztince (1621, Martin Biscay), 
Beata Maria de Bustince (1686, collations du diocèse de Bayonne) et 
Bustinze (1703, visites du diocèse de Bayonne).
Le toponyme Iriberry apparaît sous les formes romanisées
Villa nova (1120), 
Vila nova (1249), 
Bilanova (1305), 
Villa nueva (1305), 
Viellanave (1366), 
Villanova (1513, titres de Pampelune); 
Villanueva (1621, Martin Biscay) et 
Villeneuve vulgairement appelé Iriberry (1708, règlement de la commanderie d'Aphat-Ospital).

### Graphie basque
Son nom basque actuel est Buztintze-Hiriberri.

## Histoire
La commune a été formée à la Révolution française par la réunion des paroisses de Bustince et d'Iriberry.

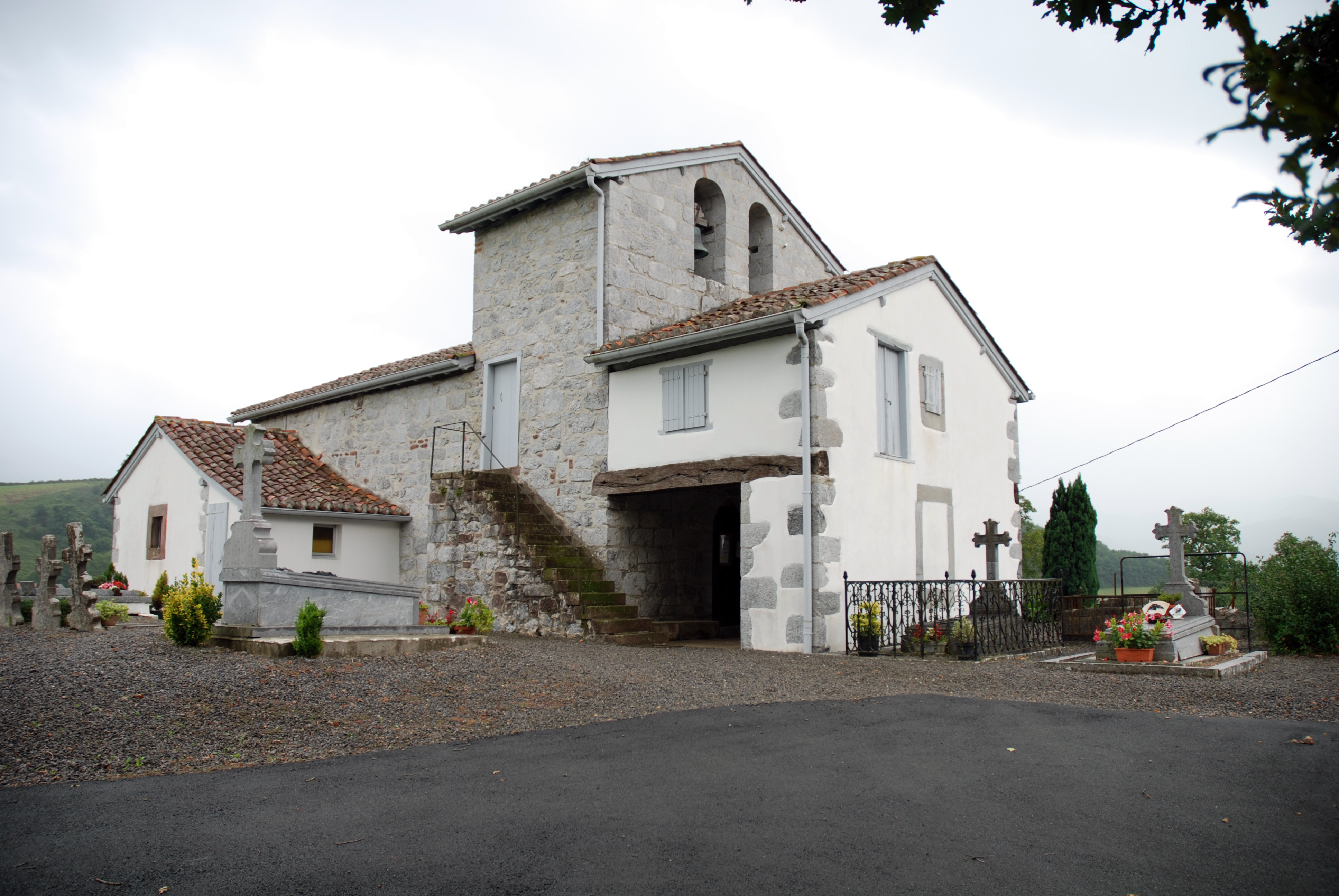
Iriberry - Église Saint-Vincent.

Le 11 juin 1842, la commune perd une partie de son territoire à la suite de la création de la commune d'Estérençuby.

## Politique et administration
| Période | Période  | Identité        | Étiquette | Qualité |
| ------- | -------- | --------------- | --------- | ------- |
| 1995    | En cours | Henry Inchauspé | DVD       |         |

### Intercommunalité
La commune fait partie de quatre structures intercommunales :
- la communauté d'agglomération du Pays Basque ;
- le syndicat d’énergie des Pyrénées-Atlantiques ;
- le syndicat intercommunal pour l'aménagement et la gestion de l'abattoir de Saint-Jean-Pied-de-Port ;
- le syndicat intercommunal pour le soutien à la culture basque.

## Population et société

### Démographie
L'évolution du nombre d'habitants est connue à travers les recensements de la population effectués dans la commune depuis 1793. Pour les communes de moins de 10 000 habitants, une enquête de recensement portant sur toute la population est réalisée tous les cinq ans, les populations de référence des années intermédiaires étant quant à elles estimées par interpolation ou extrapolation. Pour la commune, le premier recensement exhaustif entrant dans le cadre du nouveau dispositif a été réalisé en 2008.

En 2022, la commune comptait 104 habitants, en évolution de +16,85 % par rapport à 2016 (Pyrénées-Atlantiques : +3,78 %, France hors Mayotte : +2,11 %).
| 1793 | 1800 | 1806 | 1821 | 1831 | 1836 | 1841 | 1846 | 1851 |
| ---- | ---- | ---- | ---- | ---- | ---- | ---- | ---- | ---- |
| 268  | 211  | 185  | 301  | 282  | 341  | 306  | 317  | 263  |

| 1856 | 1861 | 1866 | 1872 | 1876 | 1881 | 1886 | 1891 | 1896 |
| ---- | ---- | ---- | ---- | ---- | ---- | ---- | ---- | ---- |
| 255  | 246  | 219  | 240  | 231  | 251  | 233  | 239  | 250  |

| 1901 | 1906 | 1911 | 1921 | 1926 | 1931 | 1936 | 1946 | 1954 |
| ---- | ---- | ---- | ---- | ---- | ---- | ---- | ---- | ---- |
| 232  | 215  | 217  | 196  | 187  | 200  | 183  | 151  | 139  |

| 1962 | 1968 | 1975 | 1982 | 1990 | 1999 | 2006 | 2008 | 2013 |
| ---- | ---- | ---- | ---- | ---- | ---- | ---- | ---- | ---- |
| 138  | 138  | 115  | 112  | 111  | 94   | 89   | 88   | 85   |

| 2018 | 2022 | - | - | - | - | - | - | - |
| ---- | ---- | - | - | - | - | - | - | - |
| 103  | 104  | - | - | - | - | - | - | - |

## Économie
L'économie de la commune est essentiellement agricole. La commune fait partie de la zone d'appellation Ossau-Iraty.
Bustince-Iriberry est notamment située dans l'aire de production du vignoble d'Irouléguy. On trouve également sur les hauteurs à l'ouest de la commune une carrière exploitée par la société Carrières et travaux de Navarre, dont l'activité est la production de sables et de granulats.

## Culture et patrimoine
Langues
D'après la Carte des Sept Provinces Basques éditée en 1863 par le prince Louis-Lucien Bonaparte, le dialecte basque parlé à Bustince-Iriberry est le bas-navarrais oriental.

### Patrimoine civil
- un gaztelu zahar (382 m) est visible au lieu-dit Gaztelu-gaina 43° 11′ 13″ N, 1° 11′ 47″ O ;
- plusieurs fermes sont répertoriées comme « feux » du Royaume de Navarre en 1366 mais les constructions actuelles datent du XVIIe et du XVIIIe siècle. Ainsi, les fermes Harluxeta[43], Hegilurrea[44] et Salanoa[45] datent du XVIIe siècle, et la ferme Nagila[46] du XVIIIe siècle.

### Patrimoine religieux
- église paroissiale de l'Assomption-de-la-Bienheureuse-Vierge-Marie[47] à Bustince construite entre le XIe et le XIIIe siècle ;
- église paroissiale Saint-Vincent[48] à Iriberry date du XVe siècle ;
- stèles discoïdales présentes dans les cimetières des deux villages.

Bustince

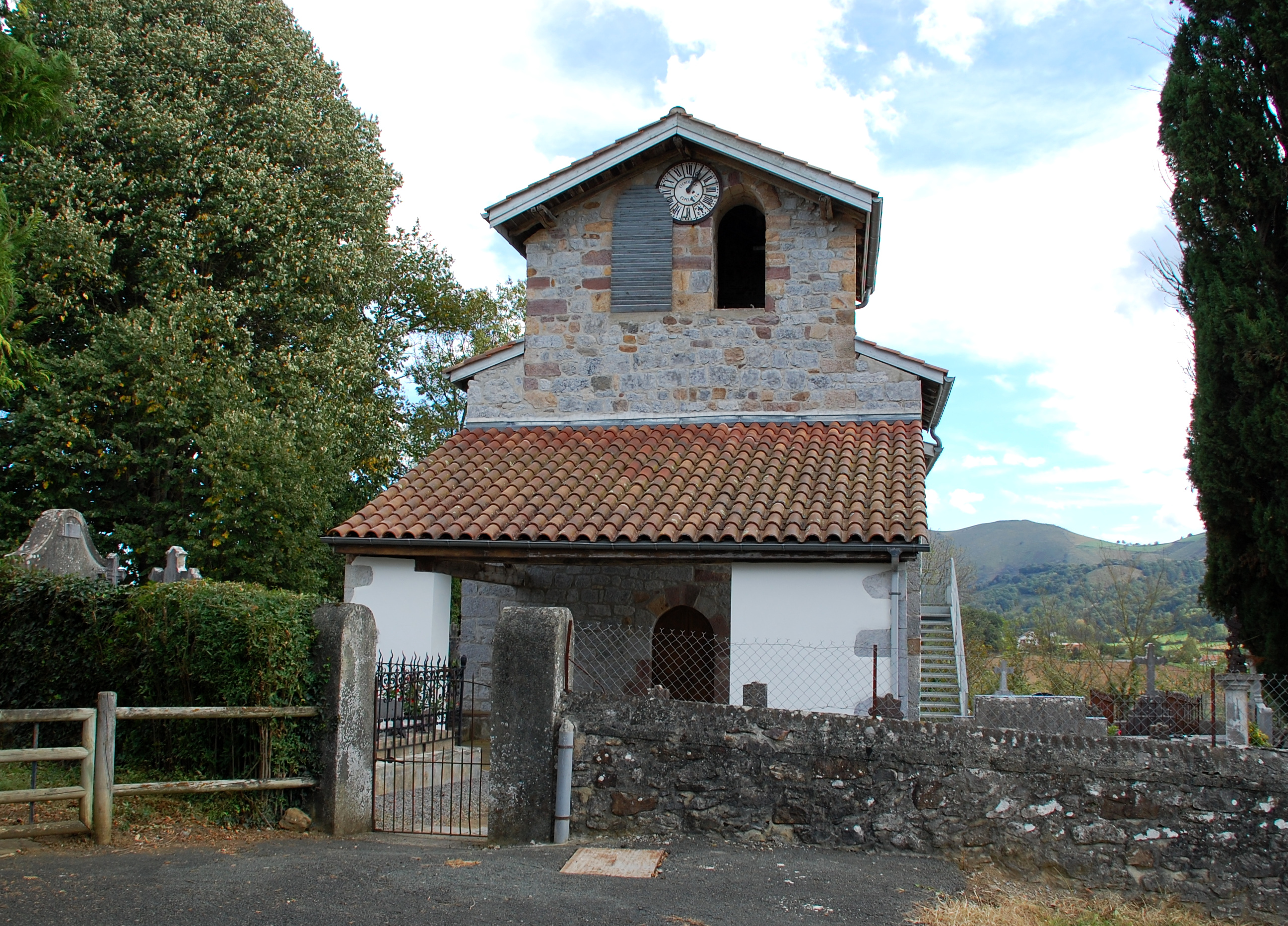
L'église de Bustince.
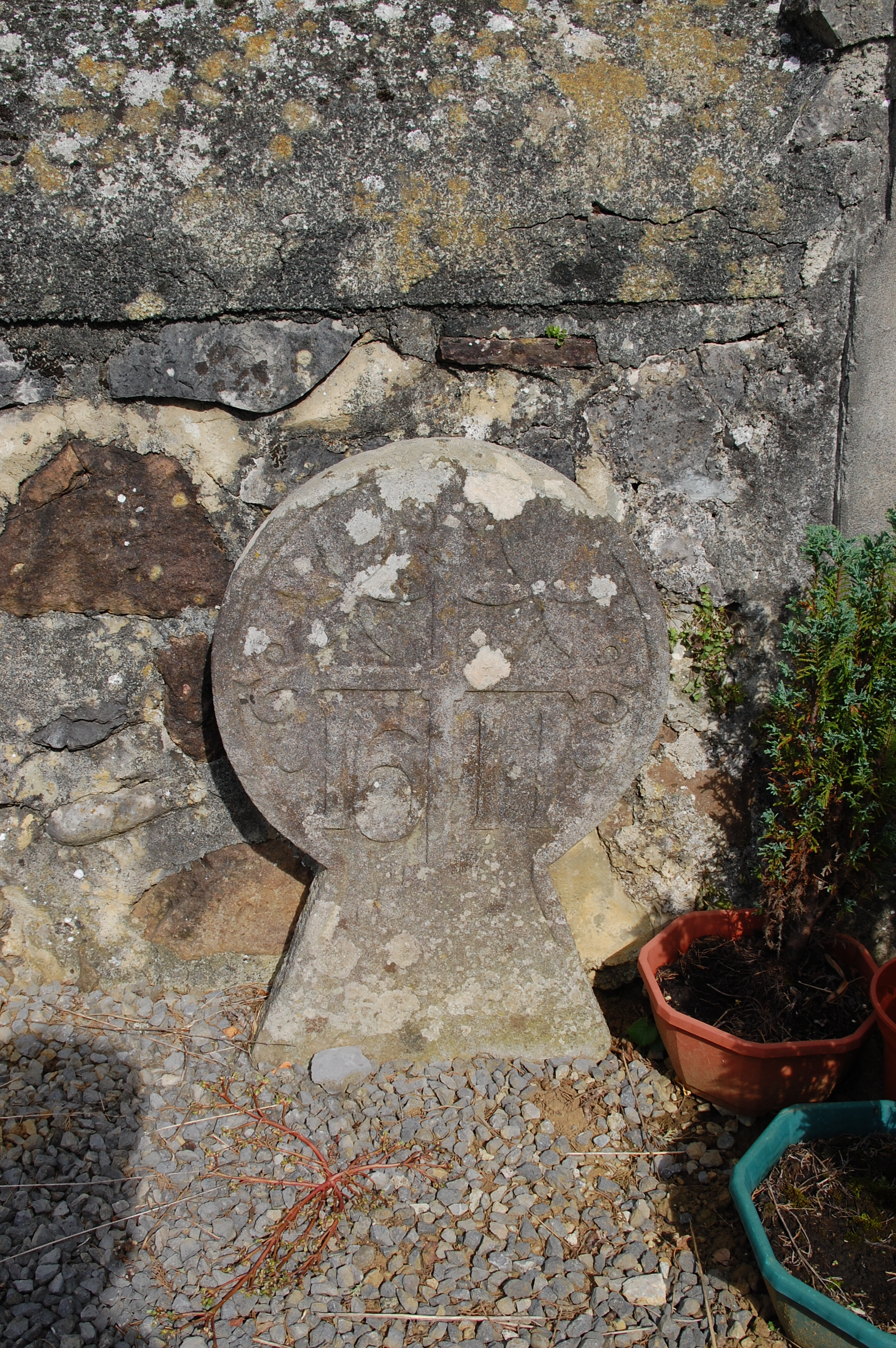
Stèle discoïdale de 1611.
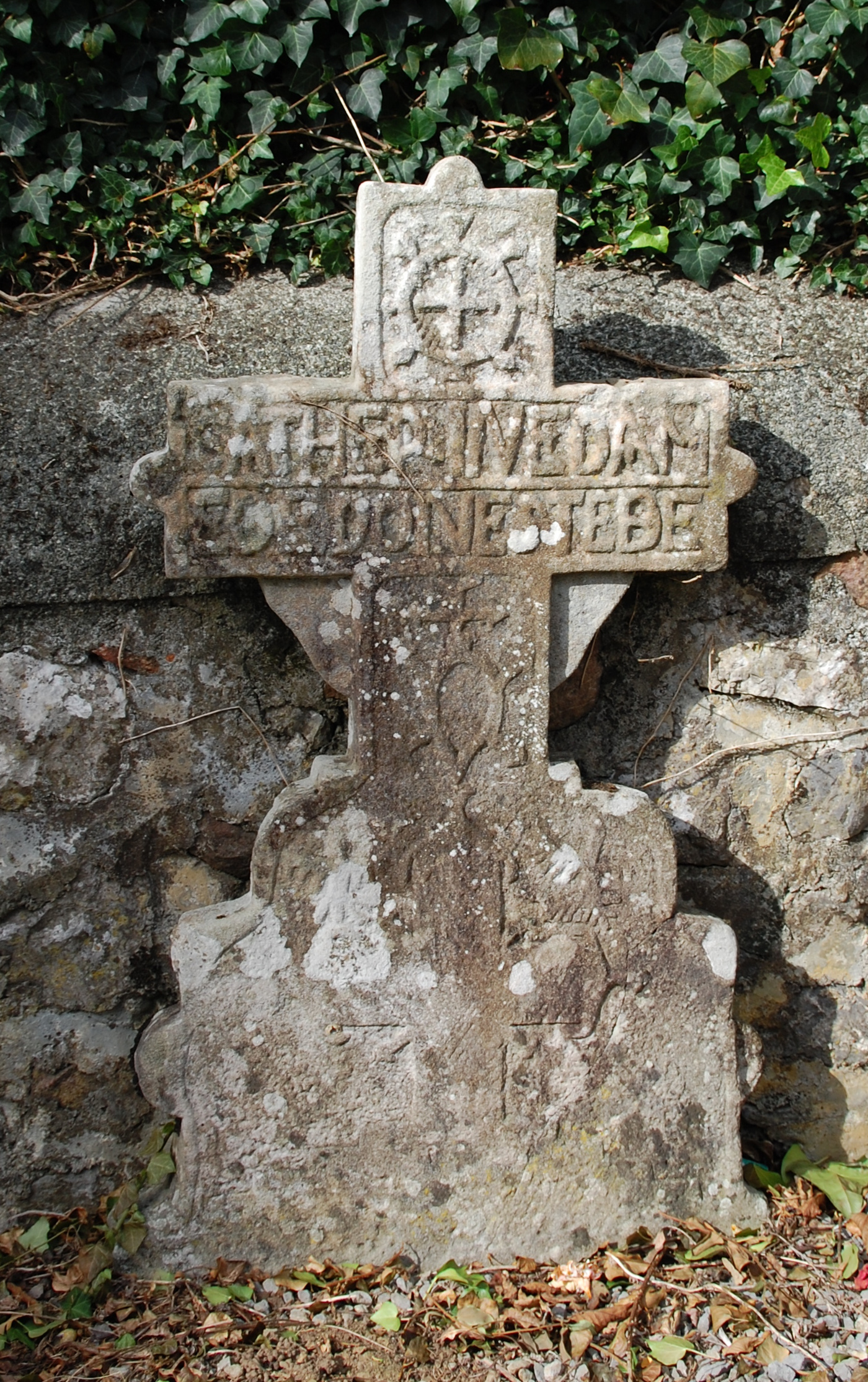
« Catherine Dame de Doneztebe ».
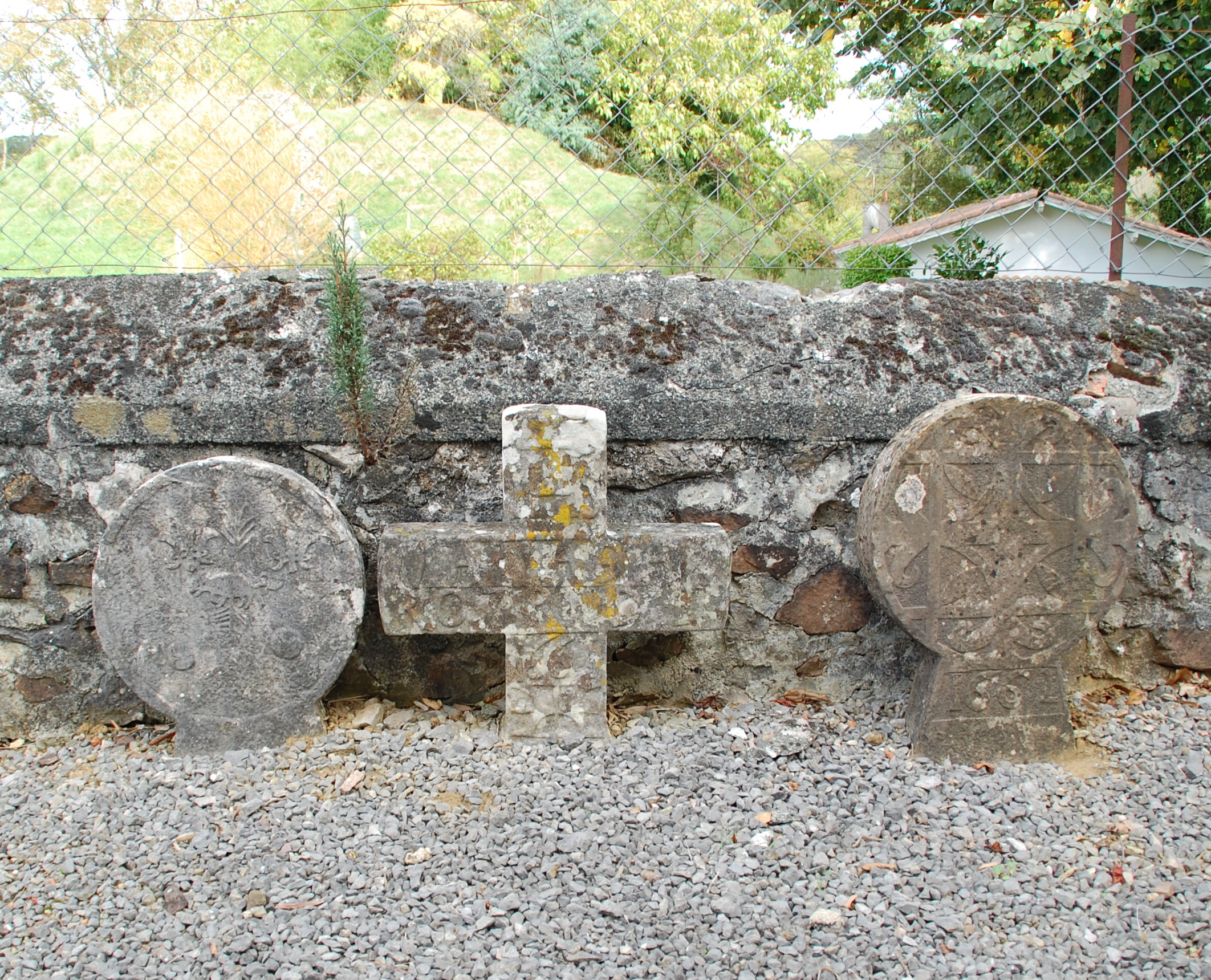
Stèles anciennes.
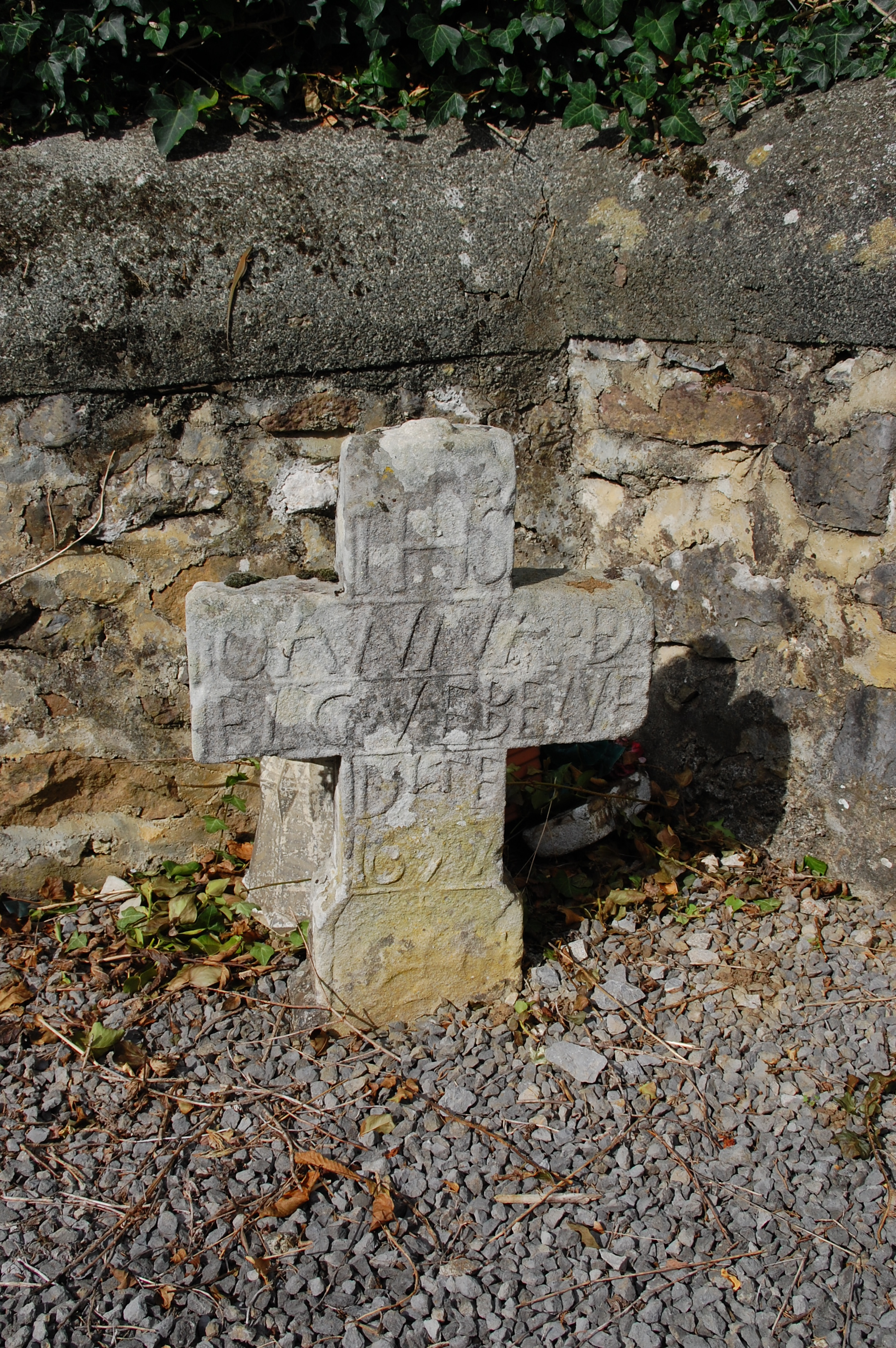
« Ioanna d'Elge Benedite 1637 ».
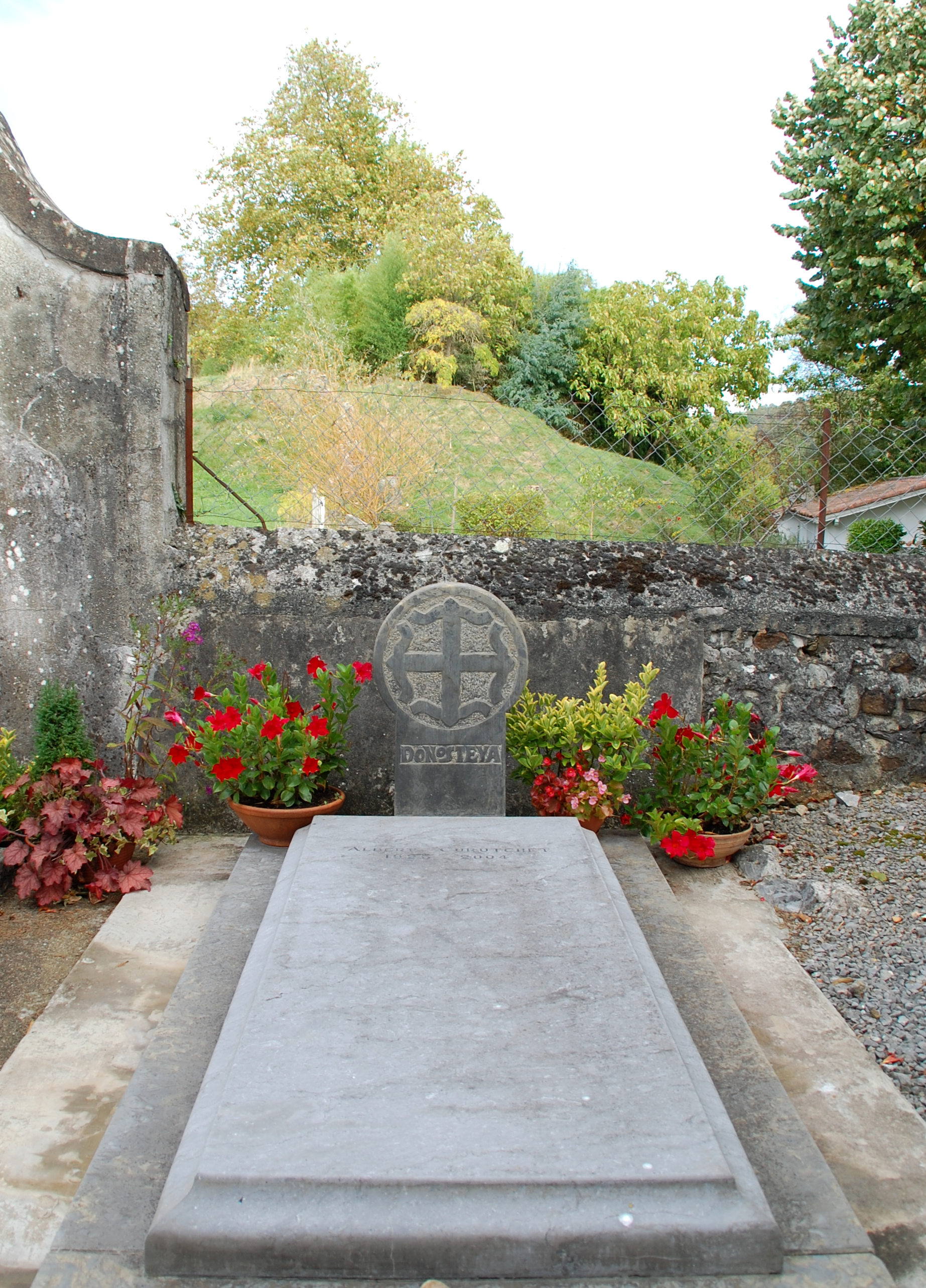
Stèle discoïdale moderne.

Iriberry

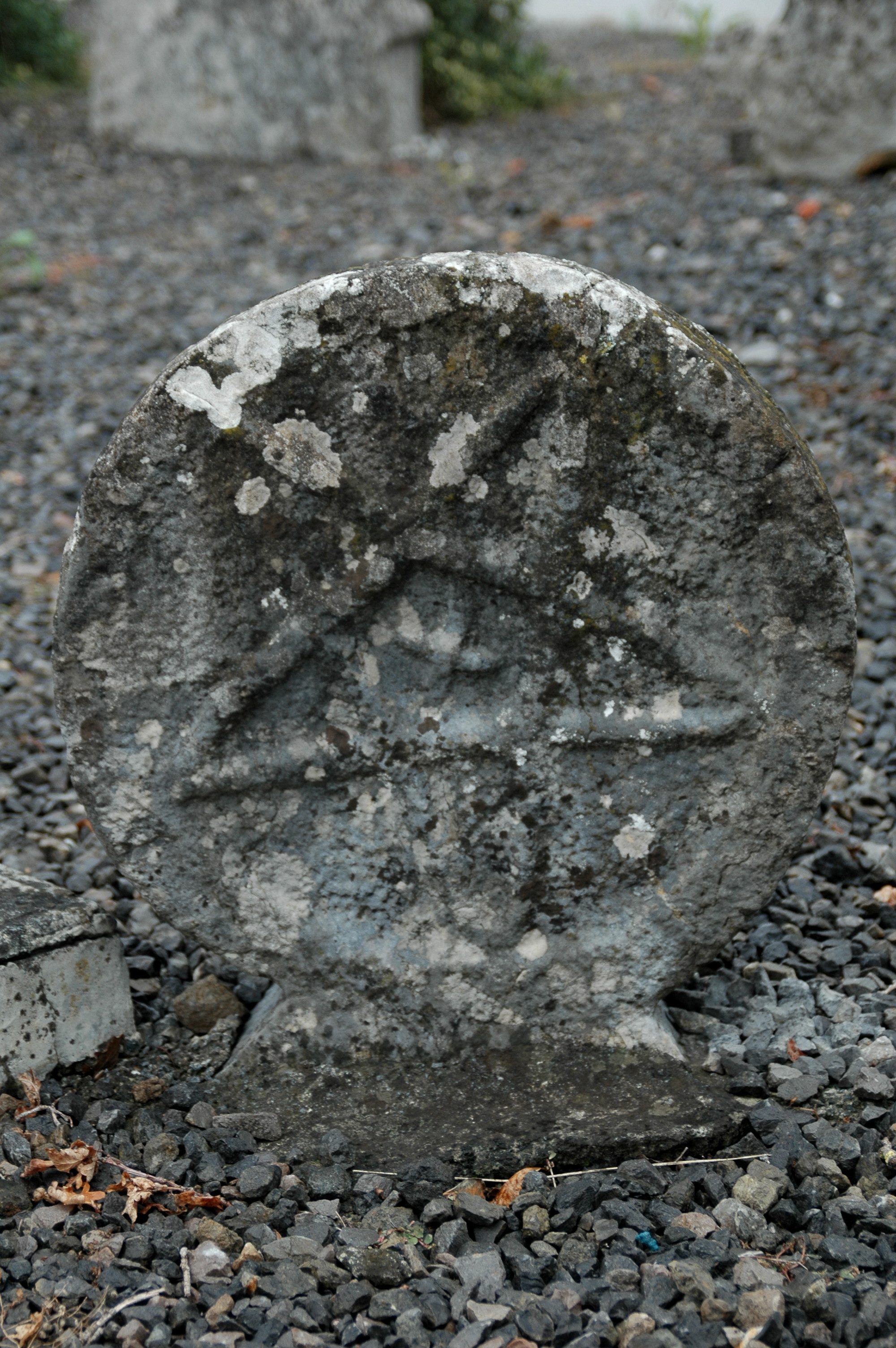
Stèle discoïdale.
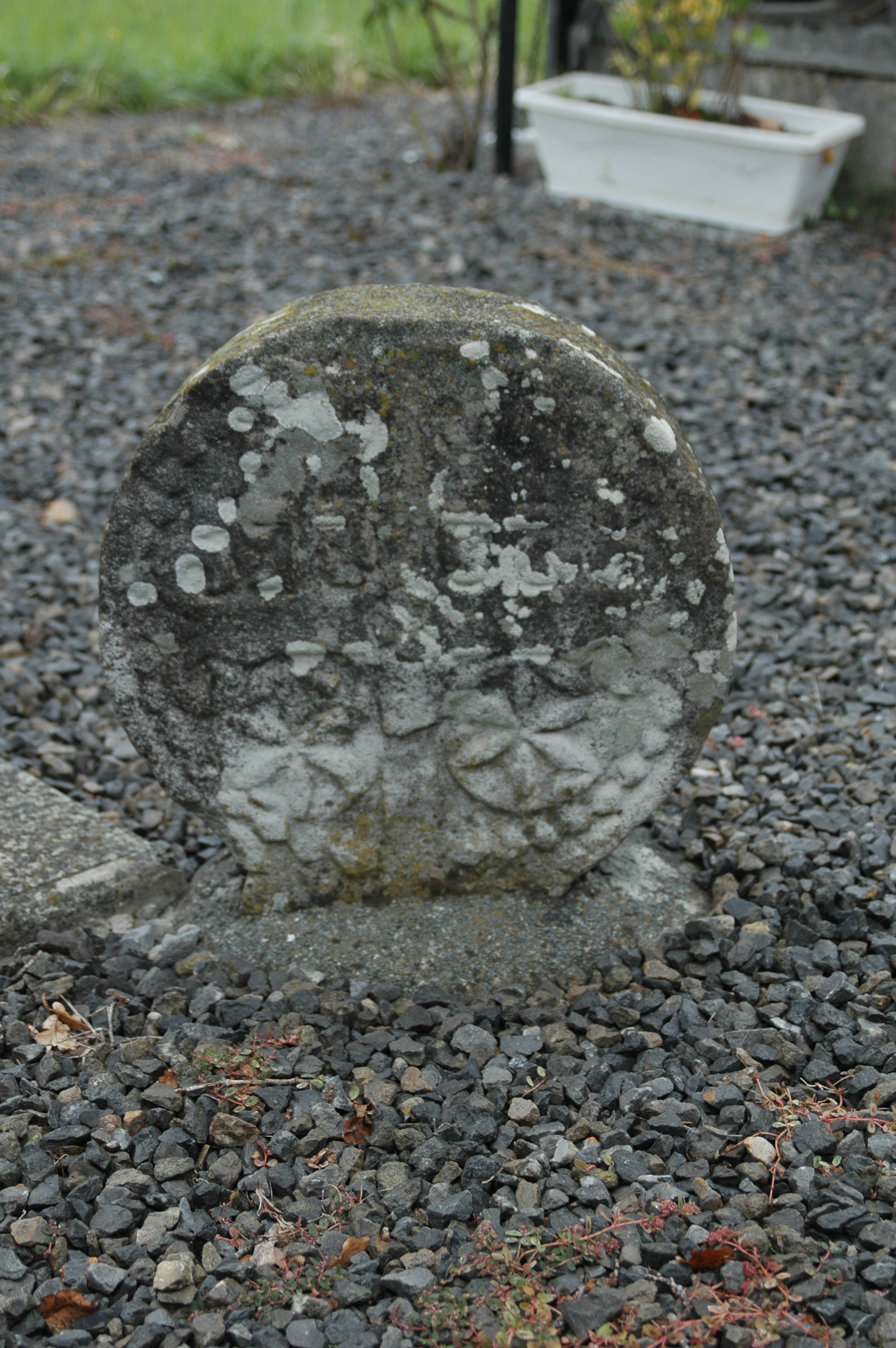
Stèle discoïdale.
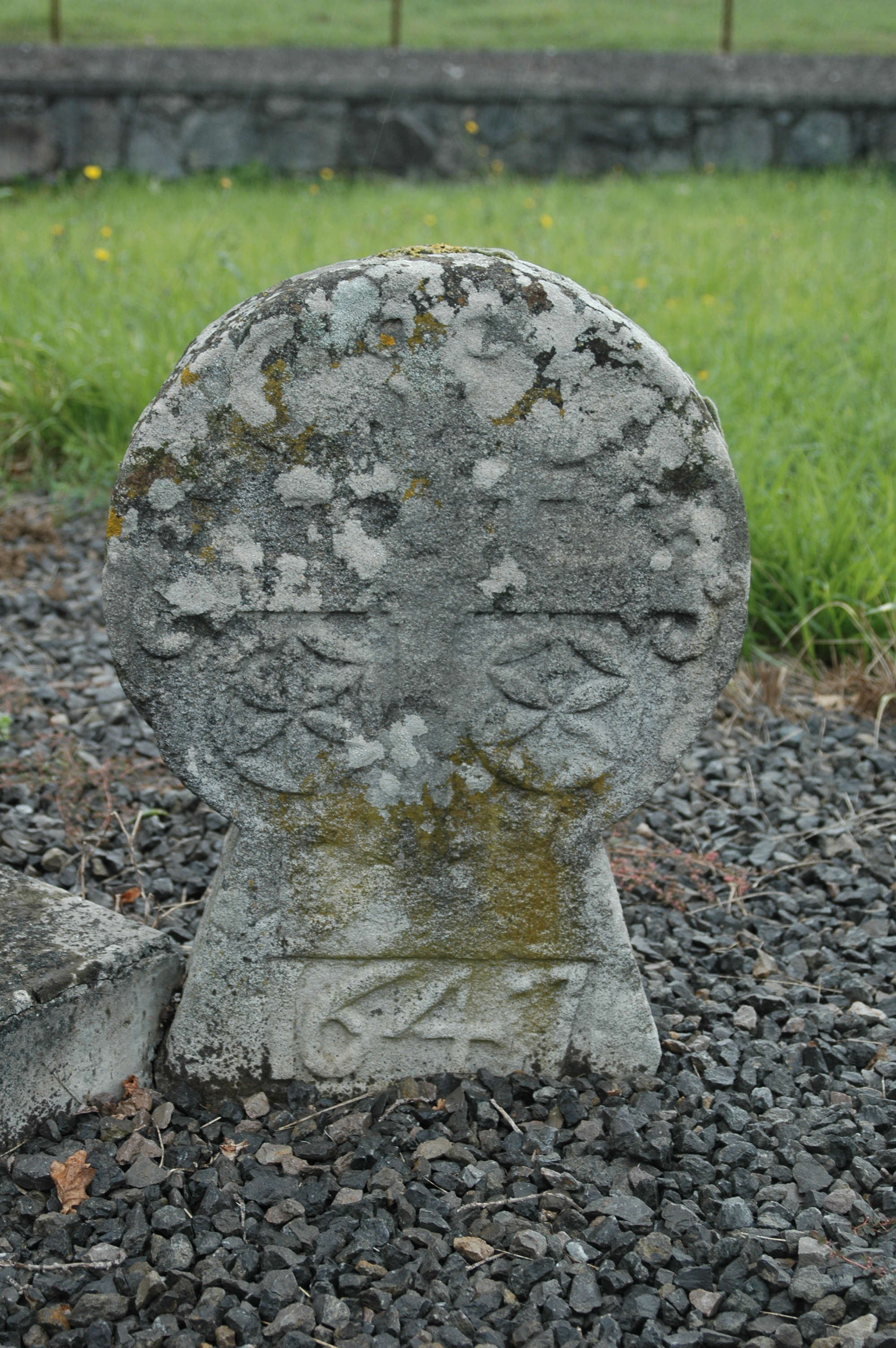
Stèle discoïdale de 1647.
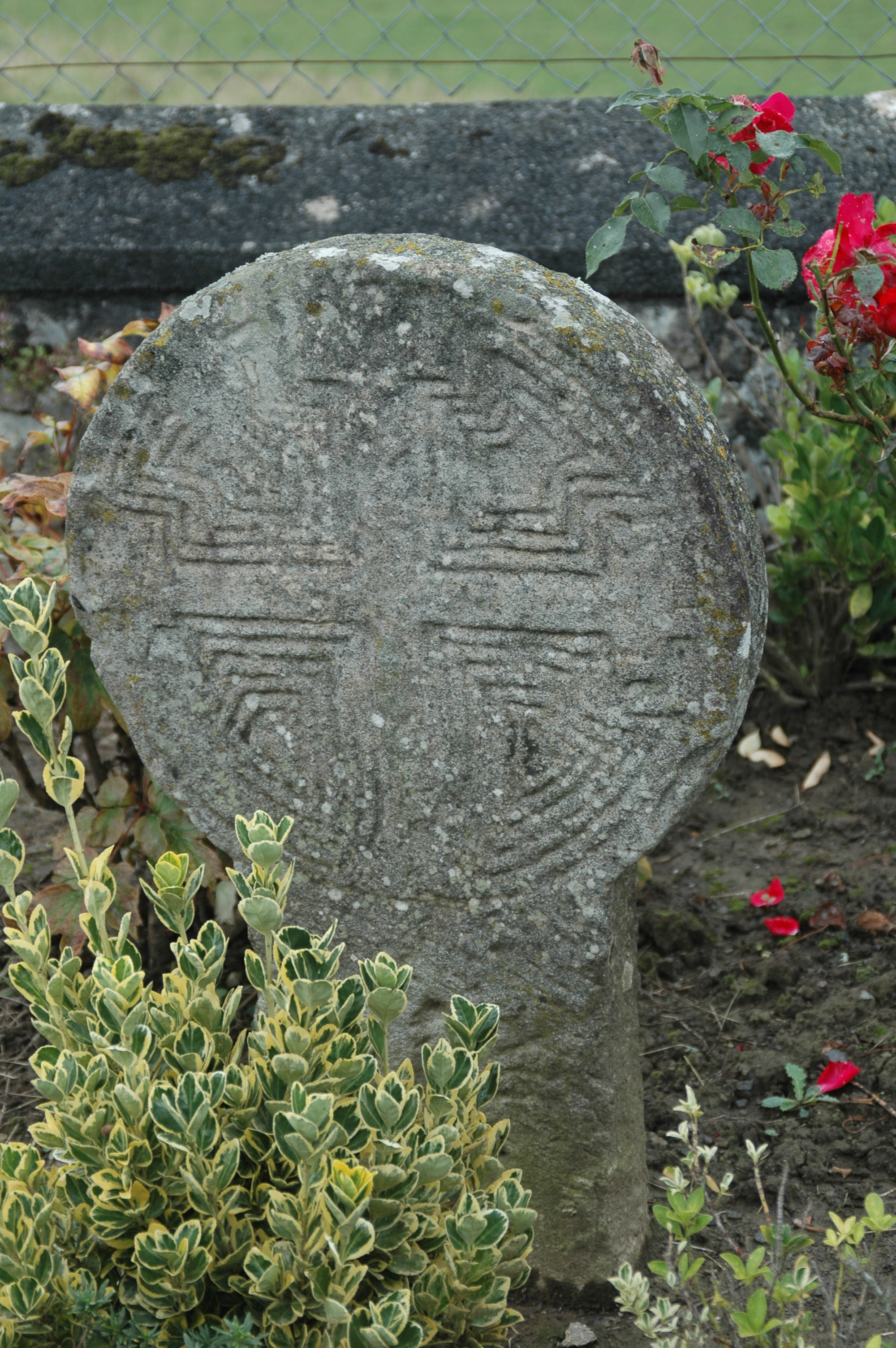
Stèle discoïdale.

## Pour approfondir